# Minyonok (film)
A Minyonok (eredeti cím: Minions) 2015-ben bemutatott egész estés amerikai 3D-s számítógépes animációs film, amely a nagy sikerű Gru (2010) és Gru 2. (2013) filmek előzménye. A forgatókönyvet Brian Lynch írta, az animációs filmet Kyle Balda és Pierre Coffin rendezte, a zenéjét Heitor Pereira szerezte, a producere Christopher Meledandri és Janet Healy volt. Az Illumination Entertainment és az Universal Pictures készítette, az Universal Pictures forgalmazta.
A filmből kiderül, hogyan lettek a sárga figurák, a "Minyonok" a gonosz Gru csatlósai. Kevin, Stuart és Bob, három minyon, egy szuper gonosztevőt keresnek, és találnak is egyet (véletlenül): Scarlett Túlölőt. A nő gonosz terve az, hogy ellopja az angol királynő koronáját, és természetesen a sárga szereplőket szeretné használni aljas célja megvalósításához. Amikor a minyonok elárulják őt, Scarlett annyira bedühödik, hogy el akarja pusztítani főhőseinket. Férjével, Herbbel együtt majdnem sikerül kioltania a kis figurák életét. Viszont megmenekülnek, és legyőzik a két gazfickót. A film végén megtalálják jövőbeli mesterüket, Grut és csatlakoznak hozzá.
A film a Gru-franchise része, és nagy sikert ért el. 1,159 milliárd dolláros bevételt hozott az Egyesült Államokban.
Az USA-ban 2015. július 10-én mutatták be, Magyarországon 2015. július 9-én jelent meg.
A produkció 74 millió dollárból készült. A nagy siker hatására DVD-n és Blu-ray-en is kiadták. Már a bemutató előtt játékfigurák és más ajándéktárgyak jelentek meg a Minyonok képével díszítve.

## Szereplők
| Szereplő | Színész           | Magyar hang       |
| --- | ----------------- | ----------------- |
| Minyonok | Pierre Coffin     | saját hangján     |
| Mesélő | Geoffrey Rush     | Szacsvay László   |
| Scarlett Túlölő | Sandra Bullock    | Szávai Viktória   |
| Herb Túlölő | Jon Hamm          | Nagypál Gábor     |
| Walter Nelson | Michael Keaton    | Bezerédi Zoltán   |
| Madge Nelson | Allison Janney    | Andresz Kati      |
| Flux professzor | Steve Coogan      | Epres Attila      |
| Koronaőr | Steve Coogan      | Nagypál Gábor     |
| Királynő | Jennifer Saunders | Bertalan Ágnes    |
| Gru fiatalon | Steve Carell      | Scherer Péter     |
| Tina | Katy Mixon        | Andrusko Marcella |
| SZ.G.CS. bemondó | Michael Beattie   | Király Attila     |
| Walter, Jr. | Michael Beattie   | Baráth István     |
| További magyar hangok |                   |                   |
| Ágoston Katalin, Bercsényi Péter, Borsányi Dániel, Hajnal János, Hannus Zoltán, Kapácsy Miklós, Kis-Kovács Luca, Rózsa Krisztián, Szilágyi Kata, Törköly Levente, Urbanovits Krisztina, Varga Anikó, Berkes Bence |                   |                   |